# Cerkiew Trójcy Świętej i klasztor Bazylianów w Wilnie

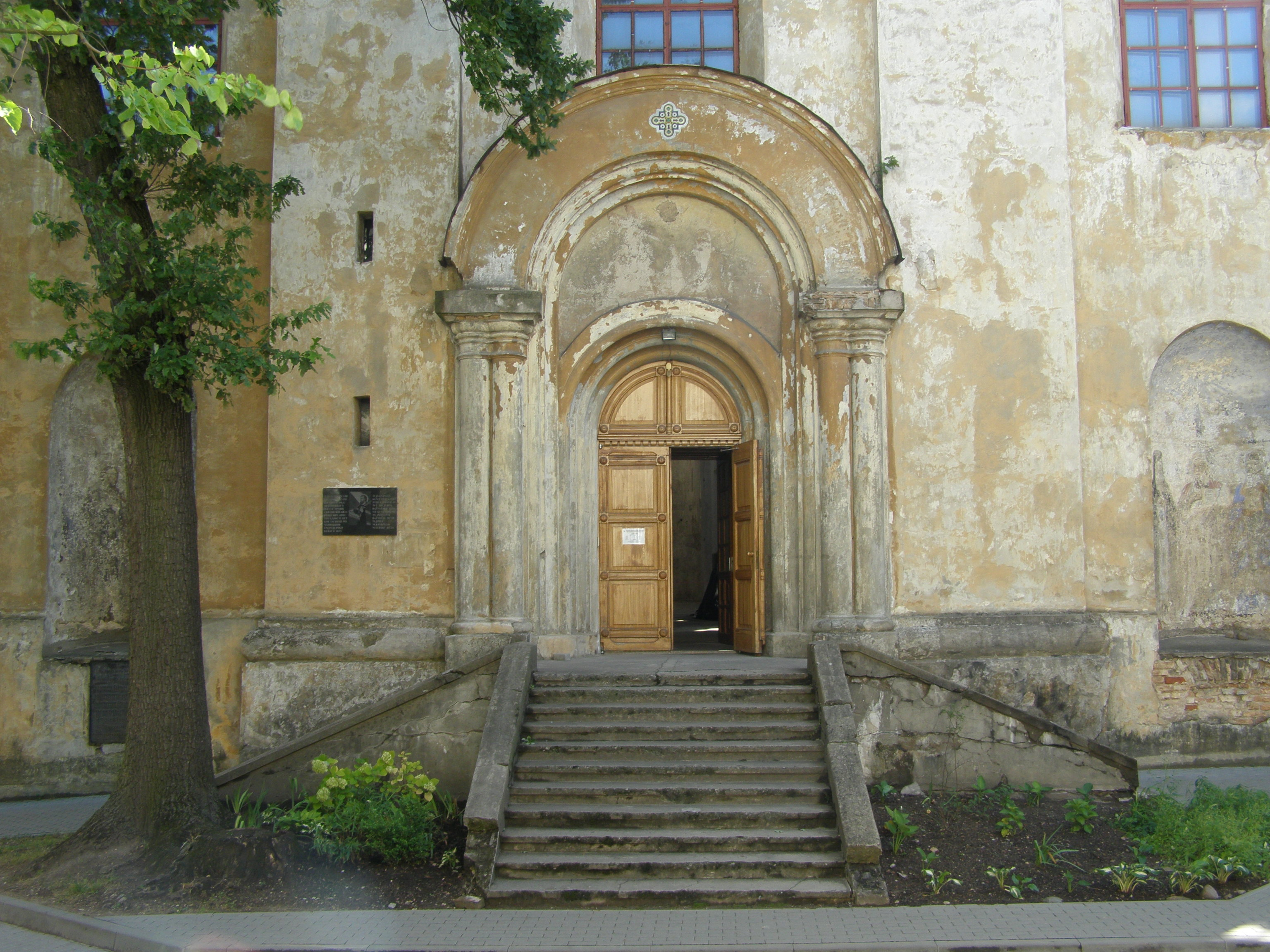
Główne wejście do cerkwi

Cerkiew Trójcy Świętej i klasztor bazylianów w Wilnie – zespół budynków sakralnych w Wilnie, przy ul. Ostrobramskiej 9, administrowany przez greckokatolicki Zakon Bazylianów Świętego Jozafata.
Pierwszą świątynią na miejscu klasztoru była drewniana cerkiew prawosławna wzniesiona po 1349, a przed 1392 z inicjatywy żony wielkiego księcia litewskiego Olgierda, Julianny Twerskiej. Według prawosławnej tradycji świątynia miała upamiętniać egzekucję męczenników wileńskich w 1347. Męski monaster powstał przy cerkwi najprawdopodobniej w końcu XIV w. i do końca XVI w. był najważniejszym prawosławnym ośrodkiem zakonnym w Wielkim Księstwie Litewskim. W I poł. XVI w. Konstanty Ostrogski sfinansował jego całkowitą przebudowę, w tym wzniesienie nowej, murowanej świątyni.
Po zawarciu unii brzeskiej monaster Trójcy Świętej stał się przedmiotem ostrego sporu między prawosławnymi a unitami, rozstrzygniętego ostatecznie w 1609 przez sąd królewski na korzyść tych drugich. Mnisi, którzy nie pogodzili się z postanowieniami unii, założyli w bliskiej okolicy klasztoru nowy monaster Św. Ducha. Obydwie wspólnoty przez kilkanaście lat prowadziły, poprzez publikacje pamfletów i broszur, polemikę prawosławno-unicką.
Organizacja klasztoru Trójcy Świętej stopniowo upodabniała się do modelu życia w klasztorach rzymskokatolickich. W XVIII w. monaster był głównym ośrodkiem reformy zakonu bazylianów, a jego przełożony jako protoarchimandryta miał honorowe pierwszeństwo przed innymi zwierzchnikami klasztorów tego zakonu. Po 1761 klasztor został przebudowany według projektu Glaubitza; wnętrze jego cerkwi poddano gruntownej latynizacji, wg projektu Antonio Paracca wzniesiono nową bramę wjazdową, zwaną Wrotami Bazyliańskimi.
Po rozbiorach Polski, gdy Wilno znalazło się w granicach Imperium Rosyjskiego, klasztor bazylianów działał początkowo bez przeszkód. W 1823 władze carskie zarekwirowały zakonnikom część kompleksu z przeznaczeniem na więzienie, w którym przetrzymywano następnie m.in. członków towarzystw filaretów i filomatów, polskich działaczy niepodległościowych. Od 1839 (według innych źródeł - 1827) monaster Trójcy Świętej znajdował się w rękach mnichów prawosławnych, zaś od 1845 na jego terenie działało prawosławne seminarium duchowne. W latach 60. XIX w. całość zabudowań przebudowano, by zatrzeć wprowadzony przez bazylianów zlatynizowany wygląd klasztoru, zastępując go architekturą bizantyńsko-rosyjską.
W 1915 mnisi z monasteru Trójcy Świętej udali się na bieżeństwo; tylko dwóch wróciło z niego do Wilna. W latach 1919–1937 oprócz nich w piwnicach klasztoru zamieszkiwały także mniszki z monasteru św. Marii Magdaleny w Wilnie. Większość obiektów zajmowało prawosławne seminarium duchowne, białoruskie instytucje kulturalne i edukacyjne, zaś od 1929 także wileński oddział Towarzystwa Literatów Polskich, opiekujący się zrekonstruowaną celą, w której w 1823 więziony był Adam Mickiewicz. Pomieszczenie to, znane w nawiązaniu do III części Dziadów Celą Konrada, było miejscem prestiżowych spotkań twórców literatury (Śród Literackich). Po 1937 prawosławni mnisi i mniszki opuścili kompleks, zaś cerkiew została zamknięta.
Po II wojnie światowej klasztor został przekazany Instytutowi Inżynierów Budownictwa, cerkiew pozostawała nieczynna i ulegała stopniowej dewastacji. Po rozpadzie ZSRR obiekty odzyskała rzymskokatolicka diecezja wileńska, sprowadzając do nich ponownie bazylianów z Ukrainy. Podjęto wówczas remont cerkwi i monasteru, stopniowo przywracając świątynię do użytku liturgicznego, wstawiając zupełnie nowe wyposażenie. Pomieszczenia klasztorne częściowo nadal należą do uczelni, w części zostały zaadaptowane na hotel. Od 2009 w dobudowanym do cerkwi budynku eksponowana jest wystawa poświęcona pobytowi Adama Mickiewicza w Wilnie i rekonstrukcja Celi Konrada (dawna cela znalazła się na terenie hotelu).

## Historia

### Klasztor prawosławny (do XVI w.)

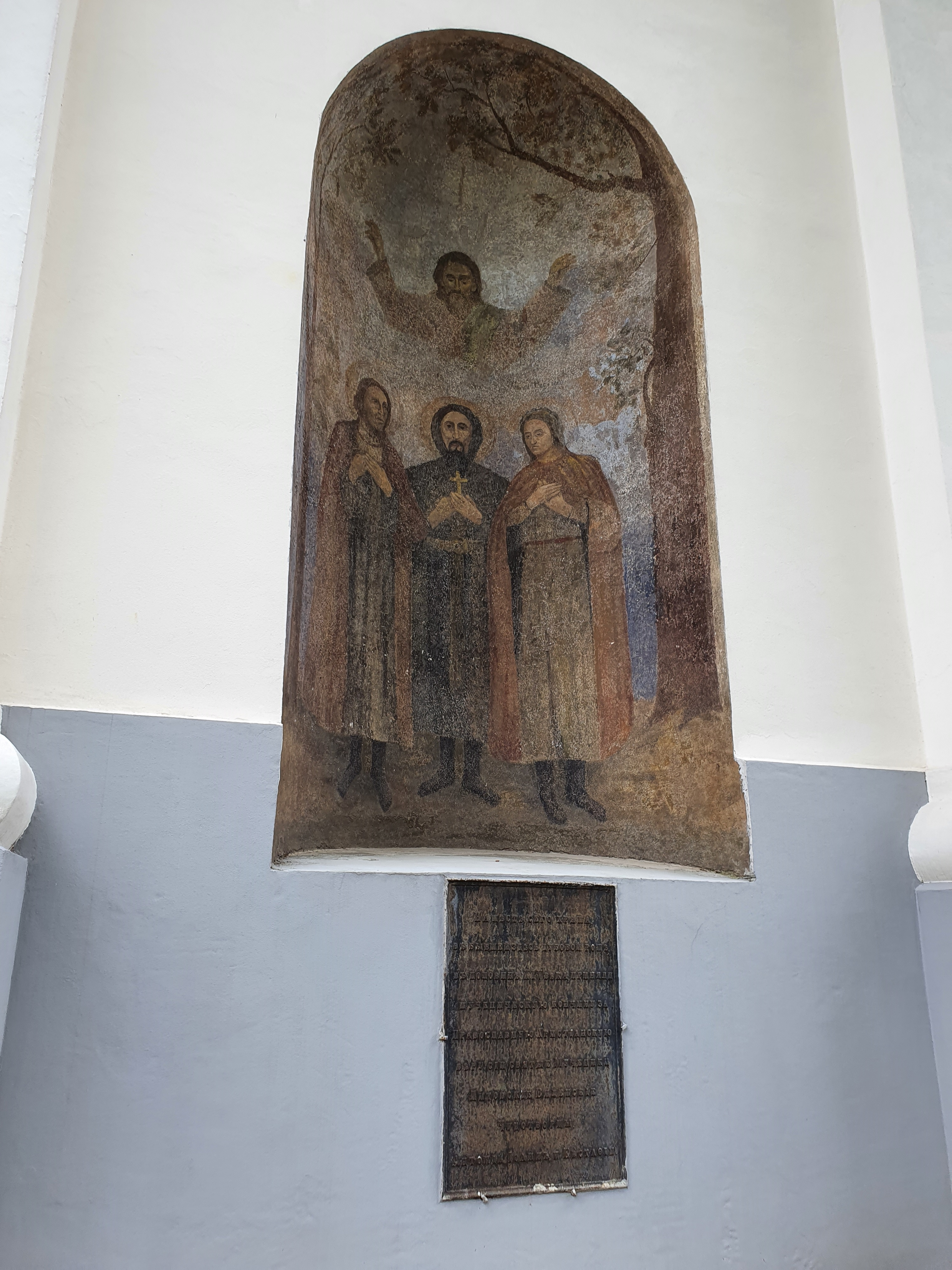
Zniszczony fresk z postaciami męczenników wileńskich i rosyjska tablica ku ich pamięci na frontowej ścianie cerkwi Trójcy Świętej

Pierwszą, drewnianą cerkiew na miejscu, gdzie powstał następnie monaster, wzniosła po 1349, a przed 1392 Julianna Twerska, druga żona wielkiego księcia litewskiego Olgierda. 
Obiekt powstał, według prawosławnej tradycji, na miejscu zagajnika, w którym mieściło się pogańskie miejsce kultu - święty gaj. Prawosławna hagiografia wskazuje również, iż w miejscu tym w 1347 zostali powieszeni na dębie męczennicy wileńscy - Antoni, Jan i Eustachy. Z 1391 pochodzi pierwsza wzmianka o istnieniu przy świątyni monasteru. Według innego źródła klasztor istniał już w latach 1347–1350, a zatem powstał natychmiast po budowie cerkwi Świętej Trójcy. Przełożeni klasztoru otrzymywali każdorazowo godność archimandryty. Początkowo monaster mieścił się w zespole niewielkich drewnianych domów otaczających cerkiew.
Do końca XVI w. monaster Trójcy Świętej był najbardziej szanowanym klasztorem prawosławnym na Litwie. Jego majątek powiększał się dzięki prywatnym nadaniom. W 1460 marszałek A. Sołtan przekazał monasterowi znaczne dary pieniężne i rzeczowe (księgi, wyposażenie cerkiewne). W 1506 M. Gliński darował klasztorowi 10 kop groszy.
W I poł. XVI w. książęta Konstanty Ostrogski i M. Gołowczyński nadali monasterowi majątki Swintiniki i Purwiniki w powiecie kowieńskim. W 1514, po bitwie pod Orszą, Konstanty Ostrogski otrzymał od Zygmunta III prawo budowy nowej cerkwi (pomnika odniesionego zwycięstwa) na miejscu dotychczasowej, drewnianej. Nowy obiekt oprócz głównego ołtarza ku czci Trójcy Świętej posiadał również boczny, pod wezwaniem Spotkania Pańskiego. Jeszcze w 1529 prace budowlane trwały.
Królowie polscy posiadali od XVI w. prawo „podawania” (prezenty) kandydatów na urzędy cerkiewne, w tym przełożonych klasztoru. Według autorów hasła dotyczącego monasteru w Prawosławnej Encikłopiediji w 1510 król Zygmunt I Stary oddał klasztor pod kontrolę królowej-wdowy Heleny, nadając jej wyłączne prawo mianowania przełożonych monasteru. Natomiast według Mironowicza w 1507 król scedował prawo „podawania” na Konstantego Ostrogskiego. Następnie w 1551 Zygmunt II August wyznaczył na przełożonego monasteru skarbnika i klucznika wileńskiego Bielkiewicza, który nie był osobą duchowną. W 1567 jako jego następca analogiczną nominację otrzymał F. Bielkiewicz. Dwa lata później król przekazał prawo do wskazywania przełożonych metropolicie kijowskiemu Jonaszowi, zaś w 1579 - metropolicie Onezyforowi. Onezyfor odszedł z urzędu w 1589 i rok później oznajmił o zrzeczeniu się swoich praw do monasteru. W związku z tym w 1592 Stefan Batory przekazał je prawosławnym członkom rady miejskiej Wilna.
Klasztor znalazł się pod opieką sformowanego przez nich bractwa Trójcy Świętej, które odtąd finansowało funkcjonowanie monasteru, utrzymując jego mnichów, w tym jednego hieromnicha i jednego hierodiakona. Opiekowało się także bocznym ołtarzem Spotkania Pańskiego w klasztornej cerkwi i od 1584 opłacało funkcjonowanie przy monasterze szkół brackich – dwóch szkół elementarnych i gimnazjum prawosławnego, pierwszej takiej placówki na ziemiach Rzeczypospolitej. W 1596 w drukarni klasztornej wydany został pierwszy w historii elementarz wschodniosłowiański, którego autorem był Wawrzyniec Zizaniusz.

### Klasztor unicki

#### Konflikt prawosławno-unicki o monaster Świętej Trójcy

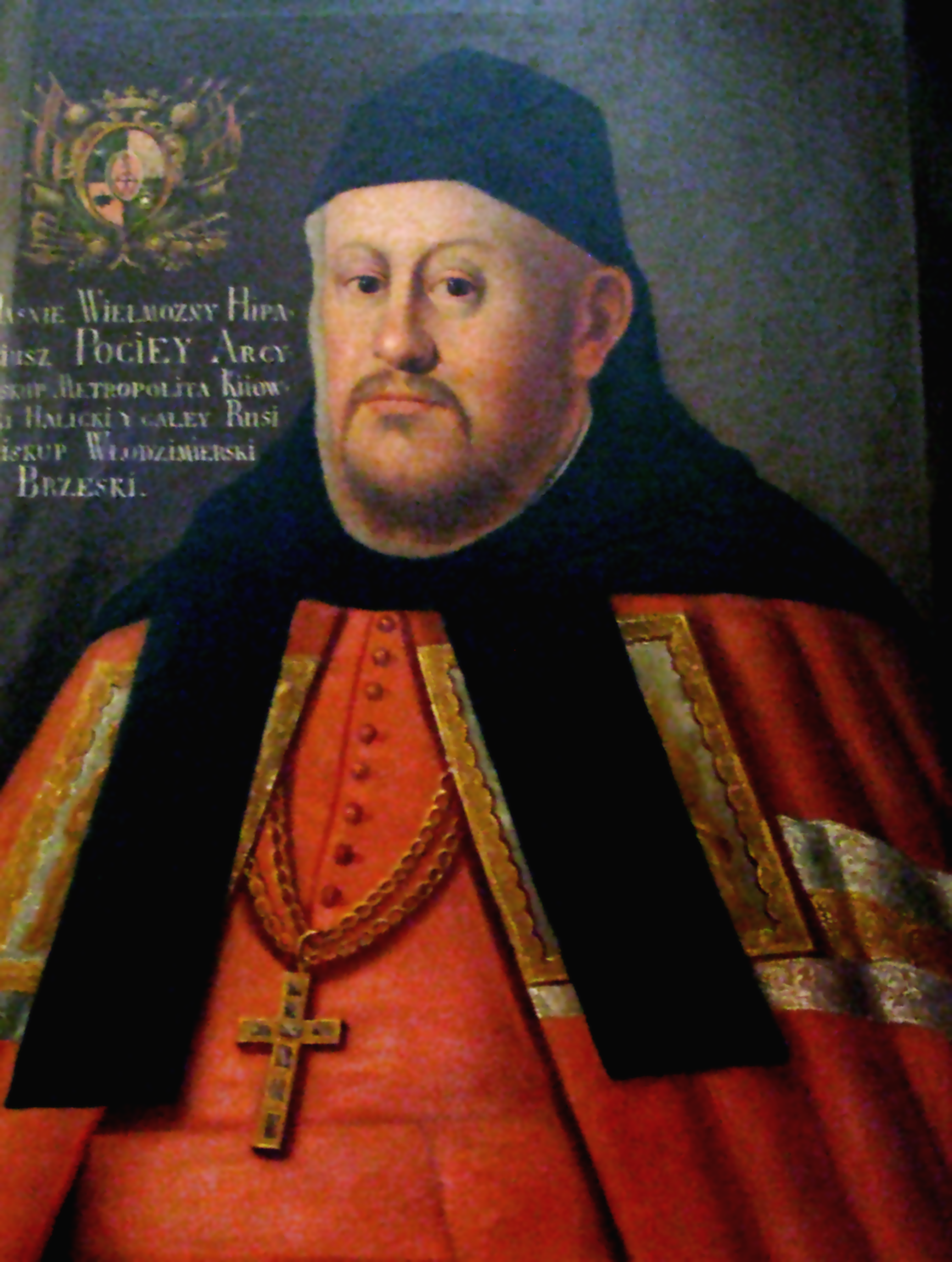
Unicki metropolita kijowski Hipacy Pociej zdecydował o zamknięciu prawosławnego klasztoru w Wilnie, następnie utworzył przy klasztorze unickim seminarium duchowne

Miesiąc po zawarciu unii brzeskiej, w styczniu 1597 przełożony klasztoru, archimandryta Sofroniusz przyjął unię. Następnie zmienił swoją decyzję i porzucił monaster (szybko jednak został na nowo unitą). We wrześniu 1599, z błogosławieństwa jego następcy Joazafa, w klasztorze występował Stefan Zyzani, znany polemista antyunicki. Jego publiczne kazania stały się przyczyną wydania przez unickiego metropolitę kijowskiego Hipacego Pocieja 24 września 1599 dekretu o zamknięciu cerkwi Trójcy Świętej. Ci duchowni, którzy nie zgadzali się z wprowadzeniem unii oraz członkowie bractwa opuścili monaster i założyli w Wilnie nowy monaster św. Ducha. Członek bractwa, Longin Karpowicz, został po złożeniu ślubów mniszych z imieniem Leoncjusz pierwszym przełożonym tegoż klasztoru. Samo bractwo zmieniło zaś patrona na Świętego Ducha.
W 1601 metropolita Hipacy Pociej otworzył w monasterze kolegium duchowne, przekształcone następnie w seminarium. Jego wykładowcy oraz inni zakonnicy klasztoru czynnie angażowali się w prawosławno-unickie polemiki wyznaniowe, publikując teksty broniące unii brzeskiej. W 1605 król Zygmunt III Waza ogłosił odebranie prawosławnym radnym miasta Wilna praw do wpływania na funkcjonowanie monasteru i przekazał je jego przełożonemu, archimandrycie Samuiłowi Sieńczyło. W 1608 powołane zostało unickie bractwo Trójcy Świętej, które miało przejąć po organizacji prawosławnej wszystkie jej przywileje i obowiązki. W tym samym roku archimandryta Samuił Sieńczyło popadł w konflikt z metropolitą Hipacym Pociejem, gdy ten wyznaczył na swojego namiestnika w Wilnie Józefa Welamina Rutskiego, zwolennika latynizacji Kościoła unickiego, a następnie przeszedł do Kościoła prawosławnego. Między listopadem a lipcem 1609 trwał konflikt sądowy między unitami i dyzunitami o prawo zarządzania klasztorem, rozstrzygnięty w lipcu 1609 przez sąd przy dworze królewskim na wyjazdowej sesji na korzyść tych pierwszych. Archimandryta musiał opuścić Rzeczpospolitą, zaś na bractwo prawosławne nałożono grzywnę w wysokości 10 tys. złotych. W sierpniu 1609 unici ostatecznie przejęli kontrolę nad monasterem. W tym samym roku władze świeckie odebrały prawosławnym wszystkie parafialne cerkwie w Wilnie (oprócz monasterskiej cerkwi św. Ducha), przekazały je unitom i podporządkowały przełożonemu monasteru Trójcy Świętej.
Józef Welamin Rutski i jego współpracownik Jozafat Kuncewicz przeprowadzili gruntowne zmiany w organizacji życia w monasterze, upodabniając go do klasztorów rzymskokatolickich. Po wyjeździe Rutskiego z Wilna w 1611 nowym przełożonym klasztoru został były prawosławny patriarcha moskiewski i całej Rusi Ignacy, który po ucieczce do Rzeczypospolitej przeszedł na unię. W 1613 filią klasztoru wileńskiego stał się monaster Wniebowstąpienia Pańskiego w Mińsku (po przejściu z prawosławia na unię), z którym w 1635, w analogicznych okolicznościach, połączył się monaster Zesłania Ducha Świętego w Mińsku. W 1617 zakonnicy klasztoru Świętej Trójcy zaprosili prawosławnych mnichów monasteru św. Ducha do udziału w debacie wyznaniowej, jednak ci odmówili, nie wierząc w bezstronność sędziów oceniających trafność argumentacji uczestników dyskusji. Niewygłoszone wystąpienie w obronie unii archimandryta monasteru św. Trójcy Lew Krezwa wydał w tym samym roku pod tytułem Obrona jedności cerkiewney. Odpowiedzią na ten tekst była opublikowana w 1620 w monasterze św. Ducha Verificatia niewinności Melecjusza Smotryckiego, na co z kolei zakonnicy uniccy odpowiedzieli traktatem Sowita wina (być może autorem dzieła był Józef Welamin Rutski). W drukarni klasztoru bazyliańskiego powstały również prounickie broszury zatytułowane List do zakonnikow monastera cerkwie S. Ducha wilenskiego, Examen Obrony i Antelenchus. Pisemne polemiki między unitami i dyzunitami, trwające do 1622, łączyły się z aktami bezpośredniej przemocy na tle wyznaniowym. Równocześnie na kolejnych sejmach w latach 1610, 1613, 1615, 1616 i 1618 wileńskie prawosławne mieszczaństwo domagało się zaprzestania prześladowań ich wyznania przez katolików obydwu obrządków i zwrotu monasteru Świętej Trójcy.

#### Dalsze funkcjonowanie klasztoru unickiego w Rzeczypospolitej

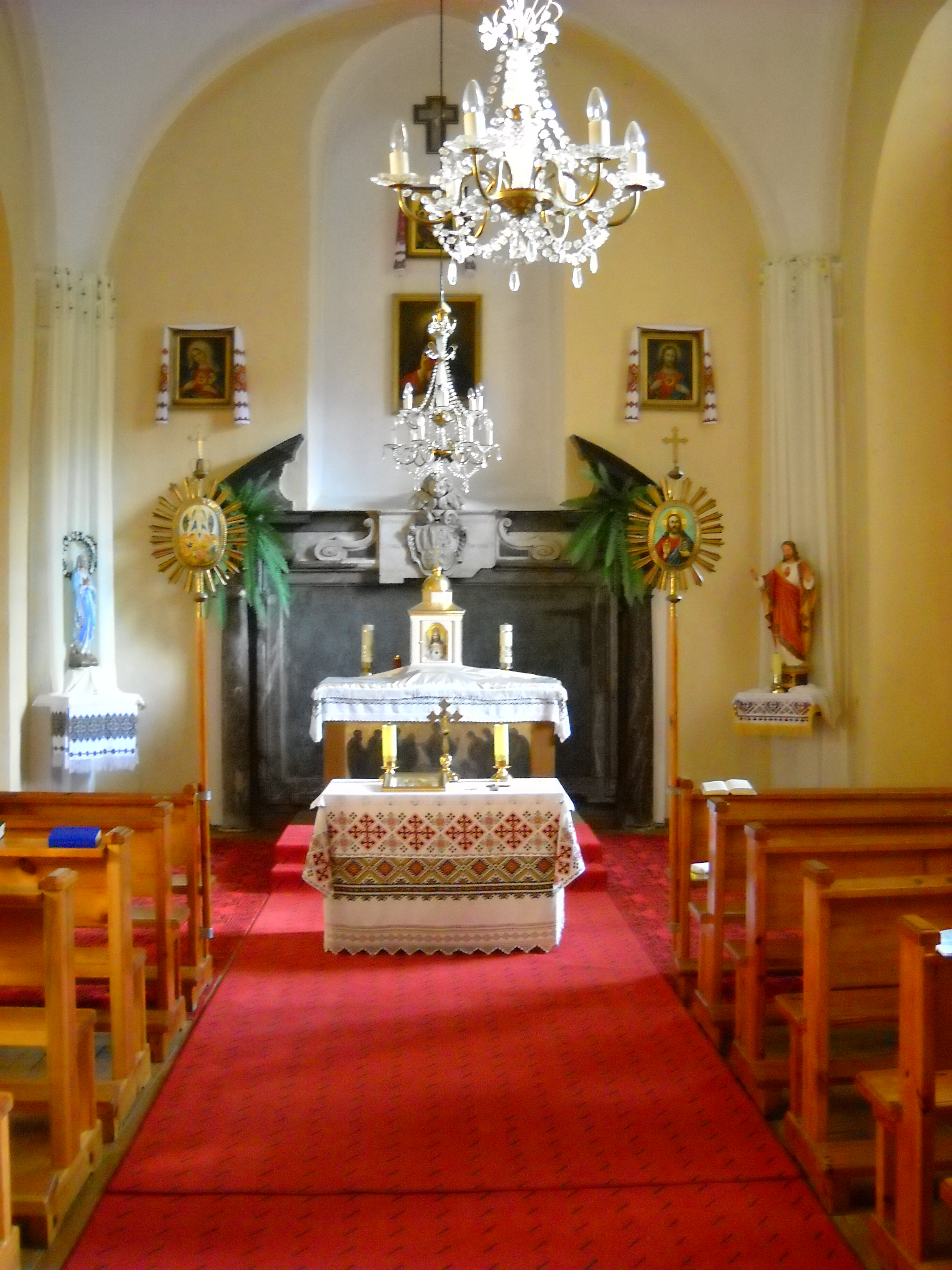
Wnętrze kaplicy Tyszkiewiczów

W 1617 zatwierdzony został unicki Zakon Bazylianów Świętego Jozafata, co oznaczało wyjęcie klasztorów unickich spod jurysdykcji biskupów na wzór zakonów rzymskokatolickich. Klasztor w Wilnie był głównym ośrodkiem tej reformy i w założeniach jej autorów miał stanowić pod każdym względem wzorcowy przykład nowoczesnej wspólnoty bazyliańskiej. W połowie XVII w. monaster wileński stał się centrum zakonu bazylianów w Rzeczypospolitej, kierowanym przez protoarchimandrytę. Wspólnota liczyła ponad 100 zakonników, jednak część z nich nie przebywała de facto w Wilnie, lecz w innych bazyliańskich monasterach w kraju. Drogą darów mieszczan i kupców klasztor uzyskał znaczne majątki ziemskie. Również Józef Welamin Rutski przekazał mu majątek rodowy w województwie nowogródzkim. Przy monasterze wileńskim powstała żeńska wspólnota bazylianek. Z czasem liczba zakonników zamieszkujących monaster Trójcy Świętej znacznie spadła. W 1647 było ich jedynie dwudziestu.

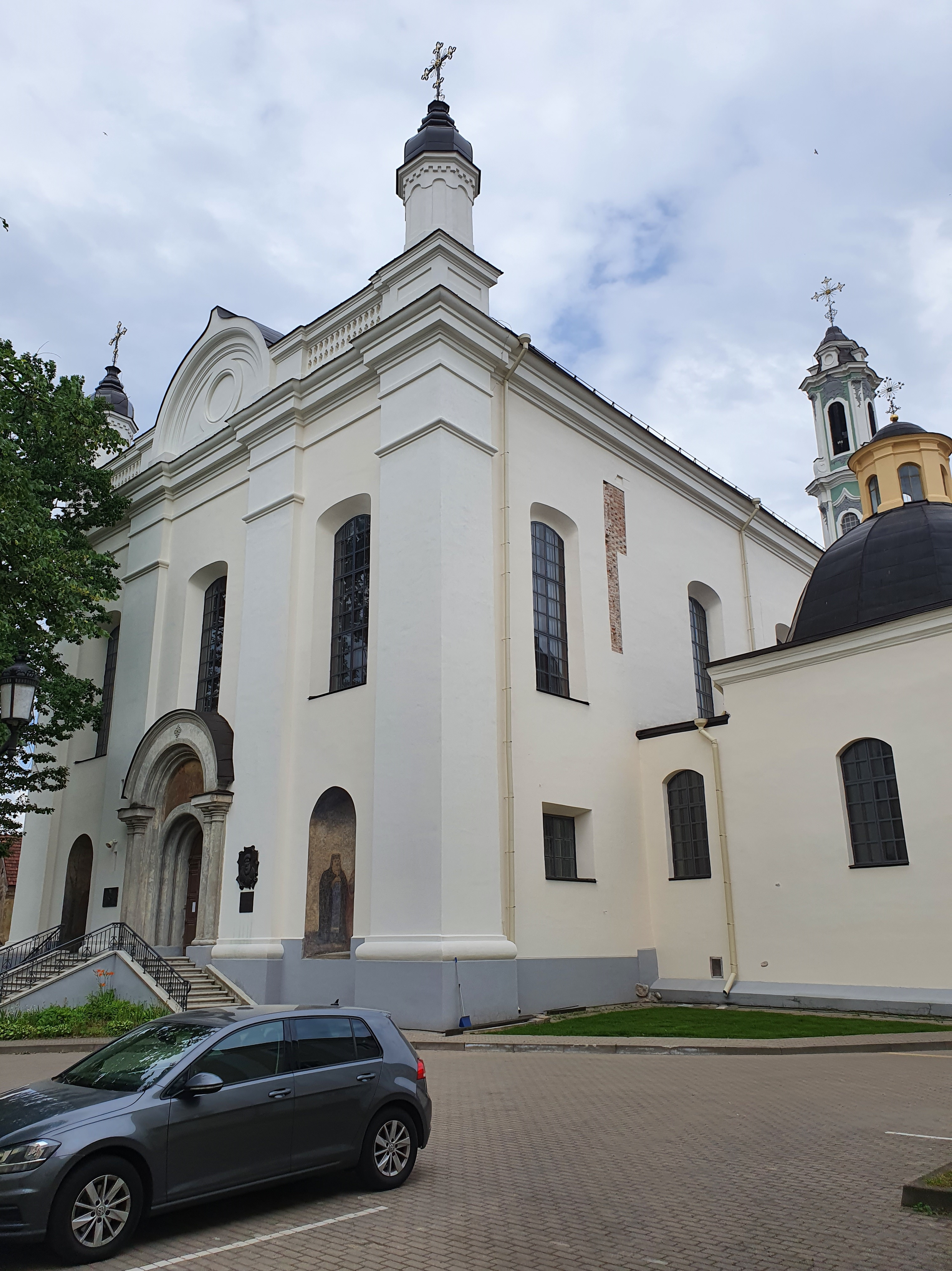
Cerkiew monasterska

W XVII i XVIII w. kompleks klasztorny został poważnie przebudowany. Do cerkwi Trójcy Świętej dostawione zostały kaplice Podwyższenia Krzyża Pańskiego (1622, fundator E. Korsak-Głubicki), Zwiastowania i św. Łukasza (1628, fundator J. Kolenda), wzniesiono w jej sąsiedztwie dzwonnicę. Jedna z kaplic pełniła funkcje rodzinnego grobowca Tyszkiewiczów; jej fundatorem był wojewoda wileński Janusz Tyszkiewicz. W latach 1706, 1748 i 1749 budynki klasztorne były niszczone przez pożary, w rezultacie czego w 1760 konieczna była ich odbudowa. Po przeprowadzonej przez Jana Krzysztofa Glaubitza restauracji klasztor zyskał powiększony trzypiętrowy budynek mieszkalny dla mnichów (z rzędem otwartych ku korytarzowi cel oraz z kilkoma większymi pomieszczeniami) oraz nową barokową bramę wjazdową (Wrota Bazyliańskie). Wygląd zmieniły także boczne wieże klasztorne cerkwi. Unicki metropolita kijowski Florian Hrebnicki wspólnie z bazylianami zainicjował część przebudów, postrzegając je przede wszystkim w kategoriach prestiżowych. Jednak wzniesienie w tym samym stuleciu w mieście kilku efektownych kościołów rzymskokatolickich sprawiło, że inwestycja nie osiągnęła w tym zakresie spodziewanego rezultatu. Wieże monasterskiej świątyni, jak również zbudowana w podobnym celu wieża przy cerkwi św. Mikołaja, stanowiły mało znaczący element panoramy miasta w porównaniu z wieżami kościelnymi.
W tym samym okresie przeprowadzono kapitalną przebudowę cerkwi monasterskiej, upodabniając jej wnętrze do wystroju kościołów rzymskokatolickich: wstawiono sześć ołtarzy bocznych, zaś w miejsce stałego ikonostasu umieszczono konstrukcję mobilną.
Pod koniec XVIII w. w monasterze podjęto prace nad wzniesieniem nowego budynku mieszkalnego dla mnichów. Do 1823, gdy obiekty te skonfiskował rząd rosyjski, nie zostały one zakończone – wzniesiono tylko jedno z projektowanych dwóch pięter.

#### W Imperium Rosyjskim

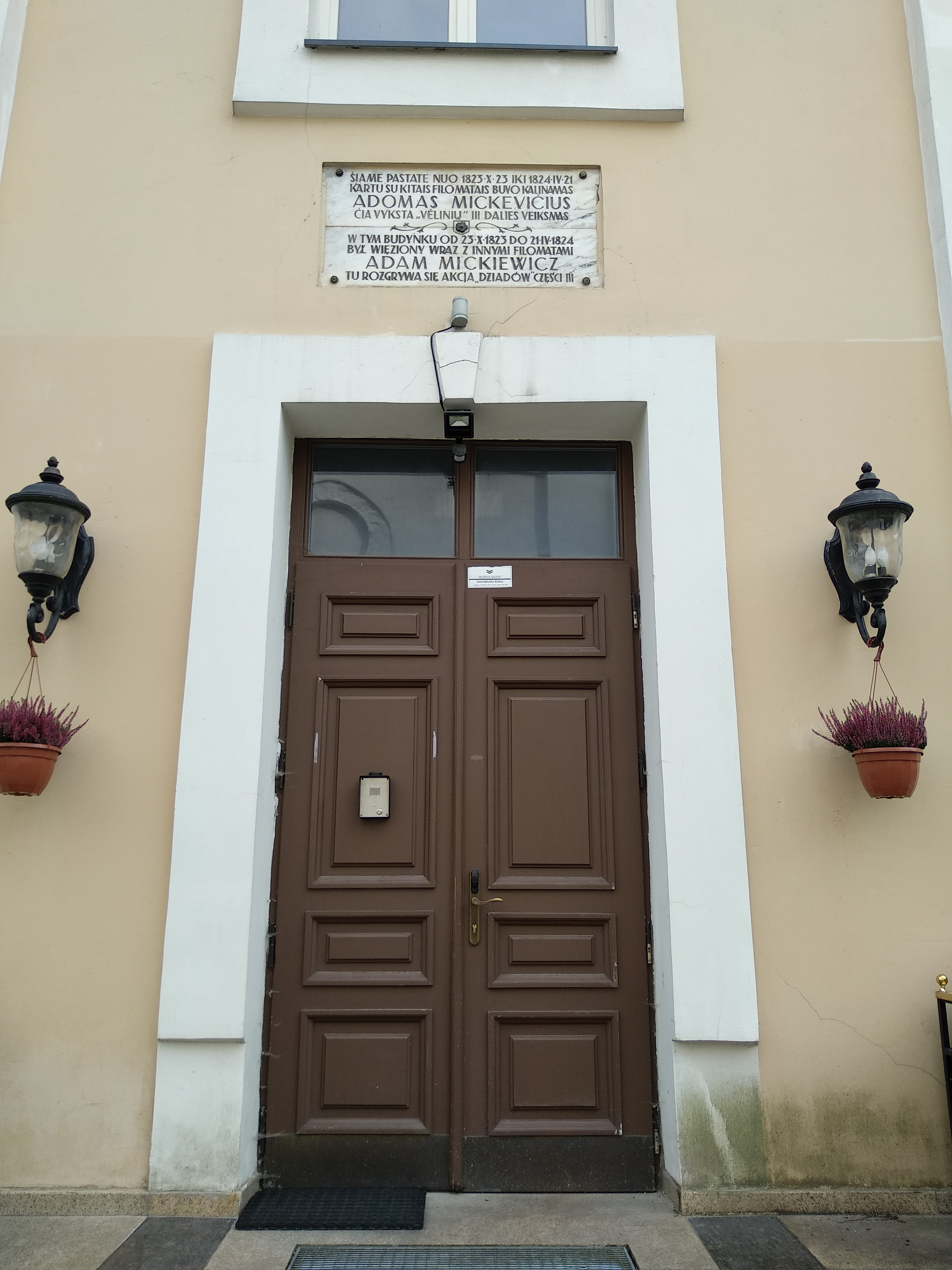
Wejście do skrzydła mieszczącego po 1823 więzienie carskie. Widoczna tablica w językach polskim i litewskim upamiętniająca pobyt w nim Adama Mickiewicza. Fotografia z 2018

Klasztor bazyliański funkcjonował także w pierwszych dziesięcioleciach po III rozbiorze Polski, do 1836. W wymienionym roku powstał projekt jego zamknięcia. Wówczas wileński biskup unicki Józef Siemaszko, już w tym okresie dążący do przejścia razem z całą diecezją na prawosławie, zaapelował o niezamykanie klasztoru, gdyż mógłby on w przyszłości stać się ważnym ośrodkiem krzewienia prawosławia na Litwie. W 1839 synod połocki zdecydował o likwidacji unickich administratur w Imperium Rosyjskim (poza diecezją chełmską) i przejściu ich duchowieństwa oraz wiernych do Rosyjskiego Kościoła Prawosławnego. Tym samym klasztor bazylianów został zmieniony we wspólnotę prawosławną.
Wcześniej, w 1823, władze carskie zaadaptowały lewe skrzydło nieukończonego gmachu monasterskiego na więzienie. Osadzono w nim oskarżonych w procesie filaretów, m.in. Adama Mickiewicza, który uwiecznił swoje doświadczenia w III części Dziadów. W dawnym klasztorze bazylianów więzieni byli również uczestnicy powstania listopadowego i polski działacz niepodległościowy, emisariusz Szymon Konarski.

### Klasztor prawosławny (1839-1919)

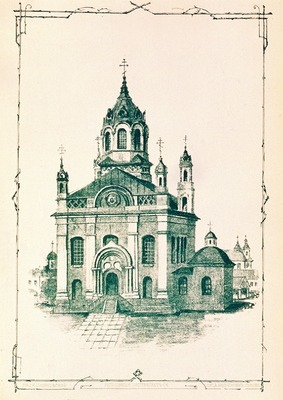
Widok monasteru po przebudowie wykonanej według projektu Nikołaja Czagina w 1869

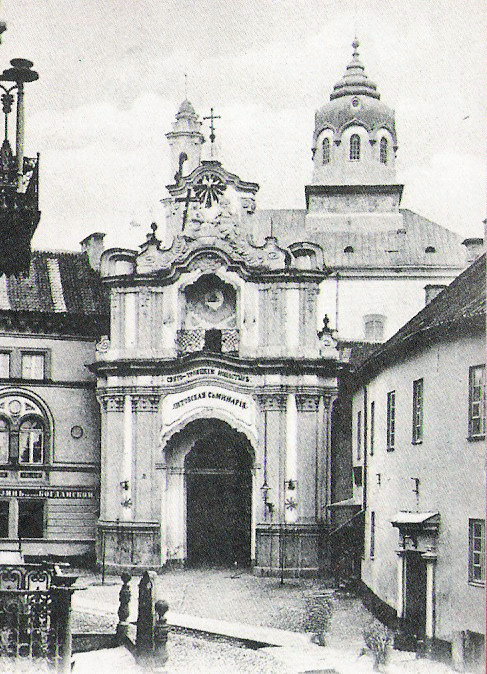
Brama monasteru w 1900. Widoczny napis w języku rosyjskim Swiato-Troickij Monastyr Litowskaja Sieminarija. Ponad bramą widoczna kopuła cerkwi monasterskiej.

W 1842 monaster Świętej Trójcy w Wilnie został zaliczony w poczet monasterów I klasy, jednak już w 1845 przeniesiono go do placówek zakonnych klasy III, co oznaczało ograniczenie liczby jego mieszkańców do przełożonego (z godnością archimandryty), 5 hieromnichów, 2 hierodiakonów, jednego mnicha bez święceń duchownych oraz czterech posłuszników. Na utrzymanie wspólnoty skarb państwa przeznaczał 1840 rubli rocznie, natomiast majątki ziemskie klasztoru dawały dalszy dochód w wysokości 1,5 tys.-2 tys. rubli. Oprócz wcześniejszych posiadłości w Imperium Rosyjskim monaster uzyskał prawo własności majątków byłego unickiego monasteru w Trokach. Pierwszym przełożonym klasztoru po jego powrocie do Kościoła prawosławnego został archimandryta Euzebiusz (Iljinski).
Od 1845 w monasterze działało Litewskie Seminarium Duchowne, przeniesione z monasteru w Żyrowicach, zaś kolejni przełożeni wspólnoty pełnili obowiązki jego rektorów. W auli seminaryjnej odbywały się zebrania duchowieństwa eparchii wileńskiej i litewskiej oraz uroczystości religijne i świeckie. W latach 50. i 60. XIX w. dokonano znaczących zmian w wyglądzie klasztoru, by usunąć z niego elementy o wyraźnej proweniencji katolickiej. Z funduszy podarowanym przez J. Kuzniecowa z Irkucka I. Chrucki wykonał w latach 1851–1852 nowy ikonostas. Urządzono nowy ołtarz boczny pod wezwaniem św. Jana Teologa. W 1869 cerkiew Trójcy Świętej została przebudowana według projektu Nikołaja Czagina; w jego trakcie uzyskała drewnianą kopułę oraz dwie boczne wieże. W 1884 dokonano remontu wnętrza cerkwi. W 1864 na fasadzie świątyni znalazły się dwa freski przedstawiające odpowiednio męczenników wileńskich oraz grupę trzech innych świętych związanych z monasterem (jednym z nich był metropolita kijowski Makary I). W 1867 dokonano zmian także we wnętrzu budynków mieszkalnych. Zburzono wówczas sklepienia korytarzy i cel, część pomieszczeń mieszkalnych zlikwidowano w ogóle, uzyskując w zamian obszerne sale.
W XIX w. szczególnym kultem wśród wiernych otaczana była ikona Matki Bożej typu Hodigitria, przywieziona do Wilna przez Helenę Moskiewską, od XVIII w. wystawiona dla kultu w cerkwi Trójcy Świętej, następnie wstawiona do ikonostasu w rzędzie ikon namiestnych, po lewej stronie carskich wrót.
Wcześniej, w 1863, Świątobliwy Synod Rządzący rozważał utworzenie w klasztorze piątej w Imperium Rosyjskim Akademii Duchownej dającej możliwość ukończenia pełnych studiów teologicznych. Absolwenci Akademii mieli być w szczególny sposób przygotowywani do polemiki z Kościołem katolickim, by mogli brać udział w rozszerzaniu wpływów prawosławia na ziemiach zagarniętych drogą trzech zaborów Rzeczypospolitej. Plan ten nie został urzeczywistniony z powodu sprzeciwu metropolity moskiewskiego Filareta, w ocenie którego wystarczające byłoby podniesienie poziomu samego seminarium i skupienie się na lepszym przygotowaniu jego absolwentów, białych duchownych, do pracy misyjnej. Projekt powołania Wileńskiej Akademii Duchownej był rozważany ponownie w latach 90. XIX w., jednak tym razem został odrzucony z powodu sprzeciwu biskupa wileńskiego Aleksego.
Przed 1914 monaster posiadał, oprócz głównej siedziby, domy czynszowe na terenie Wilna oraz 756 dziesięcin ziemi, w tym dwa jeziora i kilka folwarków.
W 1915 mnisi monasteru udali się na bieżeństwo. Wspólnota została rozproszona w różnych klasztorach Rosji. Do listopada 1919 cerkiew Trójcy Świętej była nieczynna. W listopadzie 1919 arcybiskup wileński i litewski Eleuteriusz przekazał część budynków monasterskich powracającym z bieżeństwa mniszkom monasteru św. Marii Magdaleny na czele z przełożoną, ihumenią Niną. Straciły one swoją wcześniejszą siedzibę, gdyż był nią skonfiskowany po powstaniu styczniowym przez władze carskie klasztor wizytek. W 1922 klasztor Trójcy Świętej został wymieniony w statystykach cerkiewnych jako czynna placówka zakonna.

### Okres międzywojenny

#### Prawosławne wspólnoty mnisze
Zabudowania monasteru Trójcy Świętej pozostawały w rękach mniszek prawosławnych do 1937, nabożeństwa na ich potrzeby odprawiali mnisi z klasztoru Świętego Ducha. Oprócz zakonnic, które przed 1915 zamieszkiwały monaster św. Marii Magdaleny, we wspólnocie przebywały mniszki ze zlikwidowanego monasteru w Berezweczu (w 1937 obydwa klasztory zostały połączone). Do 1924 prawosławna żeńska wspólnota zarządzała całym budynkiem. W wymienionym roku Delegatura Rządu w Wilnie, drogą rozporządzenia, ogłosiła przejęcie obiektów przez rząd polski. Dyrekcja Robót Publicznych przejęła natomiast klasztorny ogród – jedyną poza budynkami nieruchomość, jaka należała do monasteru; pozostałe majątki nadane przez rząd carski państwo polskie przejęło na własność już w latach 1918–1922, część z tego przekazano rzymskokatolickiej parafii w Trokach. W 1927 Sąd Najwyższy potwierdził prawo własności państwa w odniesieniu do zabudowań monasterskich.
Za korzystanie z budynków klasztornych, formalnie należących do państwa, zakonnice musiały odtąd płacić wysoki czynsz. W związku z tym od 1928 ihumenia Nina starała się uzyskać u władz wojewódzkich prawo do przeprowadzenia kwesty na bieżące potrzeby klasztoru, budowę nowego obiektu na jego potrzeby lub do przeniesienia się mniszek do budynków przy wileńskiej cerkwi św. Michała Archanioła. Ostatecznie w 1937 zakonnice otrzymały budynek cerkwi św. Aleksandra Newskiego w Wilnie z przylegającymi do niego obiektami dawnej szkoły parafialnej.
W kompleksie monasteru Trójcy Świętej mieszkali również dwaj mnisi, którzy powrócili z bieżeństwa. W 1929, w związku z adaptacją I piętra budynków mieszkalnych na cel upamiętnienia pobytu Adama Mickiewicza w więzieniu w klasztorze, mnisi zostali wykwaterowani z zajmowanych dotąd pomieszczeń i ulokowani w piwnicy lewego skrzydła, w sąsiedztwie mniszek. Wymienieni duchowni utrzymywali się z darów wiernych i sprzedaży świec ofiarnych. Biskup wileńsko-lidzki Teodozjusz bezskutecznie apelował do organów władz lokalnych o wsparcie finansowe mnichów. Jedynie w 1936 wojewoda wileński wsparł remont cerkwi monasterskiej kwotą 900 złotych. W roku, gdy żeńska wspólnota przeniosła się do nowego obiektu, zakonnicy również musieli opuścić monaster Trójcy Świętej i zamieszkać w monasterze Św. Ducha.
Cerkiew Trójcy Świętej została zamknięta. Mironowicz łączy ten fakt z trwającą w całym kraju kolejną fazą akcją rewindykacji cerkwi prawosławnych, w toku której władze lokalne doprowadziły na Wileńszczyźnie do zmniejszenia liczby parafii tego wyznania. W okresie międzywojennym do przejęcia monasteru Świętej Trójcy dążyła rzymskokatolicka kuria wileńska, natomiast władze Wilna planowały adaptację obiektów na archiwum.

#### Inne instytucje
W zabudowaniach monasteru Świętej Trójcy funkcjonowały w dwudziestoleciu międzywojennym prawosławne seminarium duchowne (od 1921), bractwo prawosławnych Białorusinów Świętej Trójcy, białoruskie gimnazjum i muzeum. W seminarium w 292 naukę pobierało 292 słuchaczy i zajmowało ono największą część powierzchni całego kompleksu – całe prawe skrzydło i połowę I piętra skrzydła lewego. Gimnazjum Białoruskie zlokalizowane było na II piętrze lewego skrzydła, zaś Muzeum Białoruskie - na parterze lewego skrzydła (również zajmowało połowę kondygnacji).

#### Cela Konrada

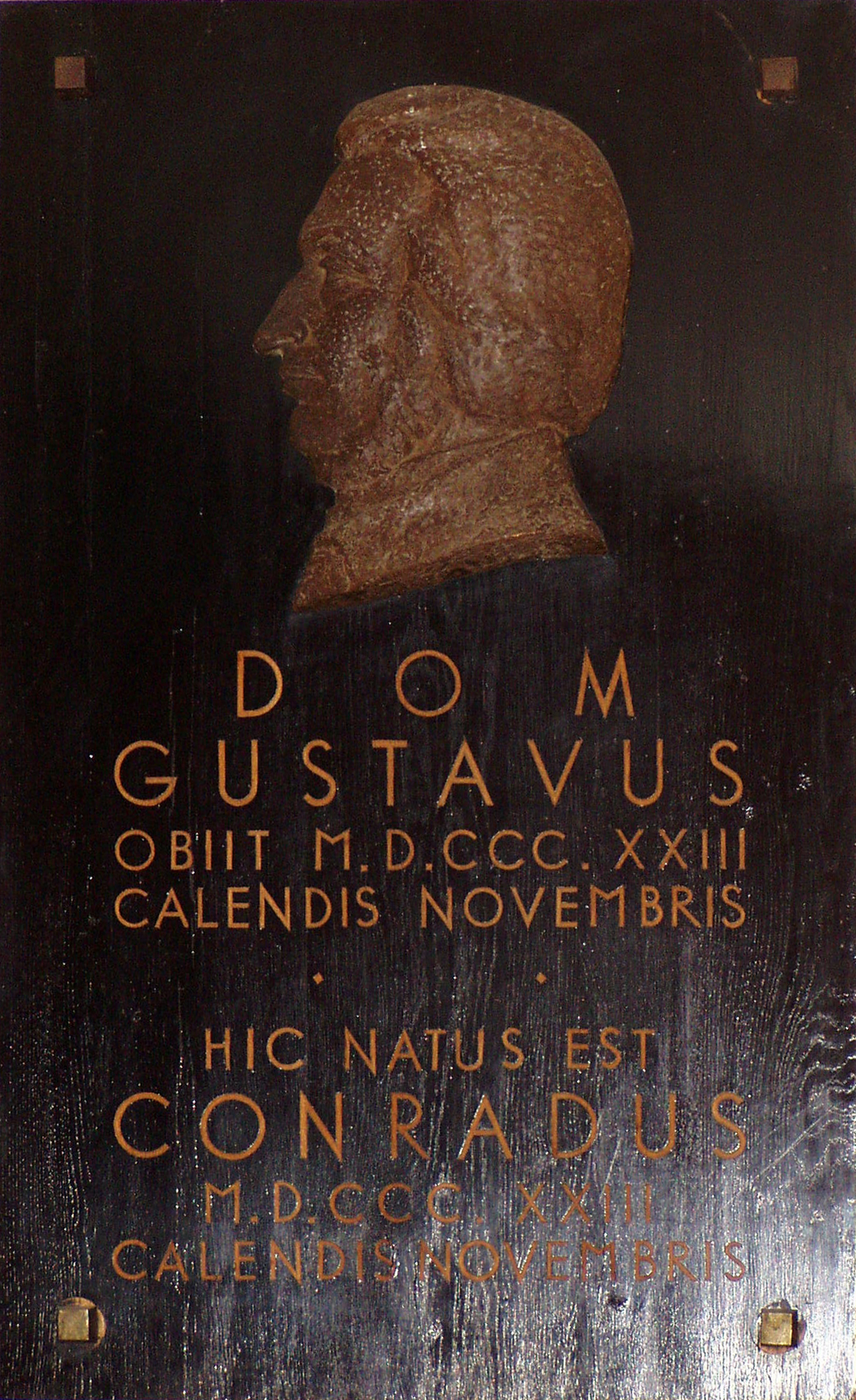
Kopia przedwojennej tablicy w Celi Konrada

W latach 1921–1923 przeprowadzone zostały badania, które pozwoliły ustalić dokładne miejsce przebywania Adama Mickiewicza w gmachu klasztoru. Ich koordynatorem był architekt Juliusz Kłos; podjął on prace po rozprzestrzenieniu się pogłosek o celowym zniszczeniu tego miejsca przez organizatorów białoruskiego gimnazjum, których oskarżono o umieszczenie w nim toalet. Badania Kłosa wykazały, że Adam Mickiewicz nie przebywał - jak dowodzili białoruscy działacze Anton i Iwan Łuckiewiczowie - w łączniku między klasztorem a cerkwią monasterską, jak również potwierdziły bezzasadność oskarżeń o dewastację jego celi. Kłos odnotował również, że w czasie przebudowy w 1867 doszło do faktycznego zniszczenia historycznej celi, ponieważ została ona, poprzez zburzenie bocznej ściany, połączona z innymi pomieszczeniami, tworząc obszerniejszą salę. Zburzono również opisywany przez Mickiewicza kominek.
Z inicjatywy rektora Uniwersytetu Stefana Batorego Mariana Zdziechowskiego w miejscu tym, zwanym (przez swój literacki obraz) Celą Konrada, organizowano Środy Literackie. Ich organizatorem był wileński oddział Towarzystwa Literatów Polskich, gospodarz Celi Konrada. W latach 1927–1939 miało miejsce ponad 400 takich spotkań, których uczestnikami byli znaczący twórcy II Rzeczypospolitej. W czasie Środy Literackiej w Celi Konrada miał miejsce debiut grupy poetyckiej Żagary, nagrodę literacką odbierała Kazimiera Iłłakowiczówna. Organizatorzy spotkań upamiętnili Celę Konrada tablicą z napisem w języku łacińskim D.O.M. Gustavus obit M.D. CCC. XXIII Calendis Novembris. Hic natus est Conradus M.D. CCC. XXIII Calendis Novembris (pol. Gustaw zmarł tu 1 listopada 1823 r. Tu narodził się Konrad 1 listopada 1823 r.).

### W ZSRR
Po II wojnie światowej cerkiew Trójcy Świętej nie została przywrócona do użytku liturgicznego. Monaster stał się siedzibą Instytutu Inżynierów Budownictwa.

### Po 1991

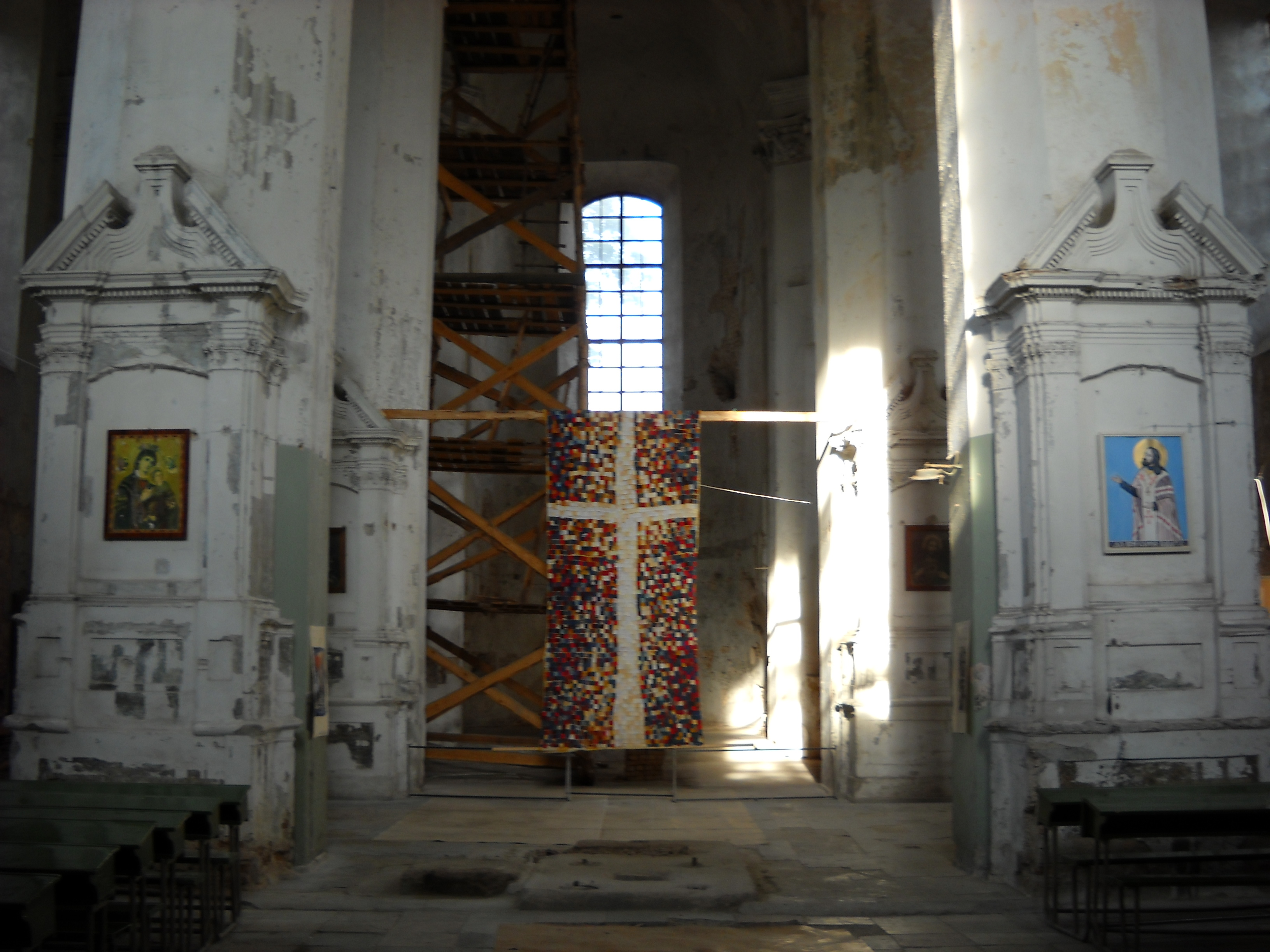
Widok remontowanego wnętrza cerkwi Trójcy Świętej przed wstawieniem nowego ikonostasu, stan z 2009

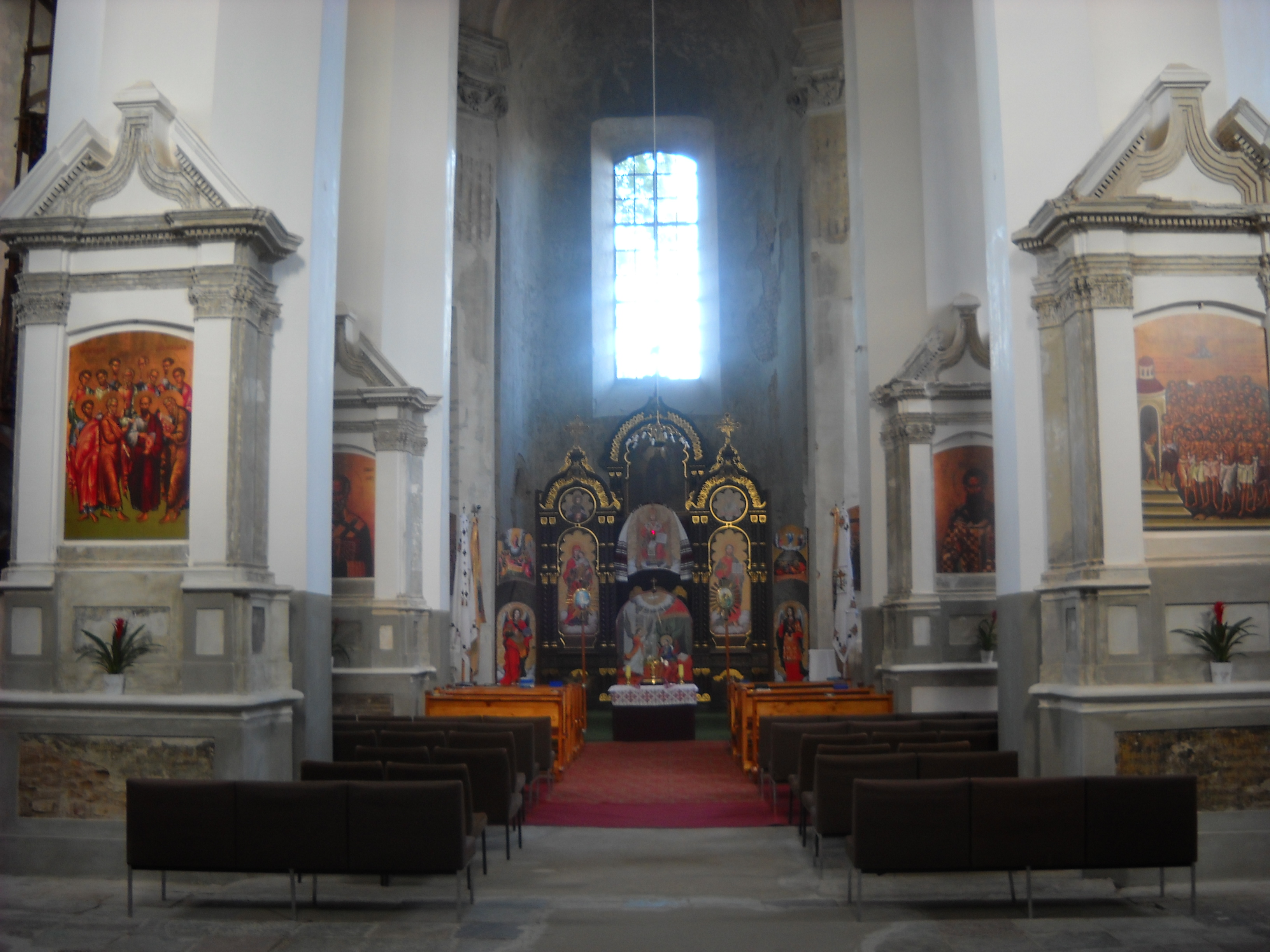
Widok wnętrza cerkwi z wstawionymi nowymi ikonami na miejsce zniszczonych ołtarzy bocznych, stan z 2011

Po odzyskaniu niepodległości przez Litwę zdewastowany kompleks klasztorny został przekazany katolickiej diecezji wileńskiej. Podjęto wówczas decyzję o wznowieniu tradycji Śród Literackich w Celi Konrada (przez cały okres radziecki w pomieszczeniu tym, zaadaptowanym na bibliotekę, zachowano tablicę upamiętniającą Dziady i Adama Mickiewicza). W 1992, w czasie pierwszego od 1939 takiego spotkania, Czesław Miłosz odebrał honorowe obywatelstwo Litwy.
Diecezja wileńska początkowo wynajęła obiekty poklasztorne niemieckiemu przedsiębiorstwu komputerowemu. Następnie budynki przekazane zostały zakonowi bazylianów, który sprowadził do Wilna dwóch zakonników narodowości ukraińskiej. Rozpoczęty został gruntowny remont zabudowań, w pierwszej kolejności Wrót Bazyliańskich i bocznej kaplicy Tyszkiewiczów. Część obiektów użytkuje Wileński Uniwersytet Techniczny im. Giedymina. Od 1992 cerkiew Św. Trójcy jest ponownie siedzibą parafii greckokatolickiej. 
W czerwcu 2008 w skrzydle budynku mieszczącym w XIX w. więzienie otwarty został czterogwiazdkowy hotel „U Bazylianów” (lit. Pas Bazilijonų). W czasie adaptacji obiektu na nowe cele podano, iż cele filaretów - wbrew ustaleniom polskich badaczy z lat 20. XX wieku - znajdowały się w zburzonym jeszcze w XIX stuleciu łączniku między cerkwią Trójcy Świętej a budynkiem klasztornym. Do tego momentu Cela Konrada była udostępniana turystom. Po otwarciu hotelu pomieszczenie to znalazło się w obrębie jego pokoi, a kopia przedwojennej tablicy znalazła się na korytarzu.
29 maja 2009 odbyło się otwarcie nowej ekspozycji poświęconej pobytowi Mickiewicza w więzieniu w monasterze bazyliańskim. Umieszczono ją w dobudowanym do cerkwi Świętej Trójcy 25-metrowym jednokondygnacyjnym budynku. Wystawa, opracowana przez Jolantę Pol, pracownika Muzeum Literatury im. Adama Mickiewicza w Warszawie, składa się z rekonstrukcji Celi Konrada oraz z części poświęconej przebiegowi procesu filaretów i losom Mickiewicza w czasie jego przebywania w Wilnie. W czasie otwarcia wystawy dyrektor Muzeum Literatury Janusz Odrowąż-Pieniążek stwierdził, że nie chce włączać się w spór o precyzyjną lokalizację celi Mickiewicza, gdyż w 1867 monaster bazyliański i tak został gruntownie przebudowany. Według polskiej prasy na Litwie wzniesienie obiektu zastępującego historyczną Celę Konrada miało związek z tym, iż wbrew wcześniejszym obietnicom żadne instytucje polskie nie wsparły bazylianów finansowo przy remoncie klasztoru, co skłoniło ich do wynajęcia części budynków na cele komercyjne.

## Architektura

### Monaster
Wejście na teren klasztoru prowadzi przez Wrota Bazyliańskie – trójkondygnacyjną bramę wzniesioną w 1749 według projektu Glaubitza. Powierzchnia bramy jest plastyczna, wklęsło-wypukła, zdobiona gzymsami, pilastrami i frontonem zdobionym wolutami i stiukami. W górnej części bramy znajduje się kompozycja oddająca część patronowi obiektu. Na ścianie w przejściu bramnym znajduje się litewskojęzyczna tablica upamiętniająca Ignacego Domeykę.

### Cerkiew Świętej Trójcy
Główna świątynia klasztorna jest wzniesiona na planie prostokąta, z trzema absydami od strony prezbiterium. Dwie kaplice boczne – Podwyższenia Krzyża Pańskiego i Zwiastowania (kaplica Tyszkiewiczów) przylegają do głównej bryły budynku od południa, jedna - św. Łukasza - od północy.
We wnętrzu zachował się nagrobek burmistrza Wilna Atanazego Bragi z 1576, z widoczną inskrypcją w języku ruskim, płyta nagrobna sióstr Jeleńskich z 1758 z napisem polskim, zaś w kaplicy Tyszkiewiczów także fragmenty grobu Barbary Tyszkiewiczowej, którego prawdopodobnym projektantem był Matteo Castelli.